# Randy Weber (Politiker)

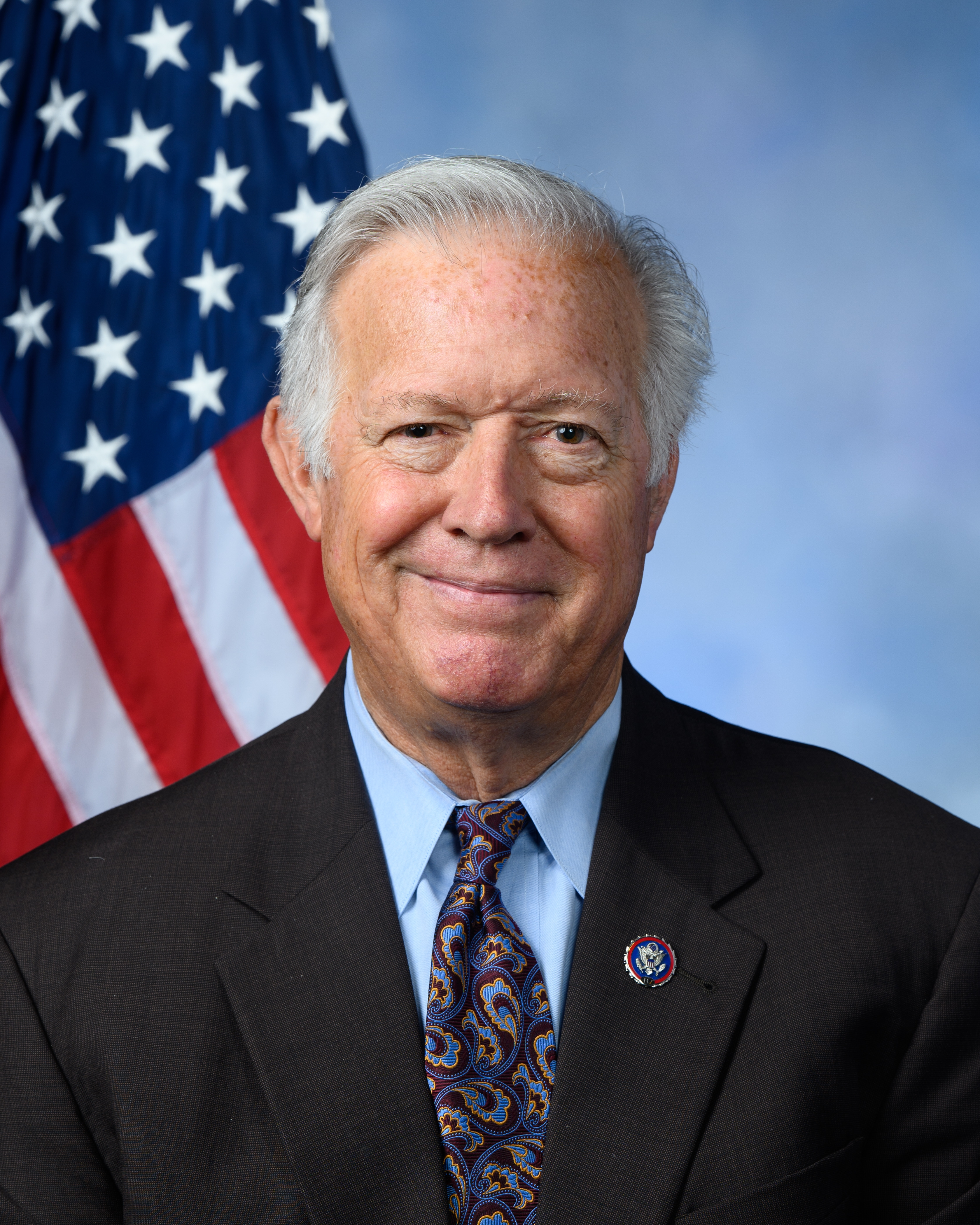
Randy Weber (2022)

Randell Keith „Randy“ Weber senior (* 2. Juli 1953 in Pearland, Brazoria County, Texas) ist ein US-amerikanischer Politiker der Republikanischen Partei. Seit Januar 2013 vertritt er den 14. Distrikt des Bundesstaats Texas im US-Repräsentantenhaus.

## Werdegang
Randy Weber besuchte zwischen 1971 und 1974 das Alvin Community College und studierte danach bis 1977 an der University of Houston-Clear Lake, wo er einen Bachelor of Science erwarb. Im Jahr 1981 gründete er eine eigene Firma, die Webers Air & Heat Airconditioning Company.
Randy Weber ist verheiratet und Vater von drei Kindern. Er hat auch vier Enkelkinder.

## Politik
Als Mitglied der Republikanischen Partei schlug er eine politische Laufbahn ein. Von 1990 bis 1996 saß er im Gemeinderat von Pearland; von 2008 bis 2012 war er Abgeordneter im Repräsentantenhaus von Texas. Zwischenzeitlich bekleidete er auch einige lokale Ämter im Brazoria County.
Bei den Kongresswahlen des Jahres 2012 wurde Weber im 14. Kongresswahlbezirk von Texas in das US-Repräsentantenhaus gewählt, wo er am 3. Januar 2013 die Nachfolge des nicht mehr kandidierenden Ron Paul antrat. Dabei setzte er sich mit 53 Prozent der Wählerstimmen gegen den früheren Kongressabgeordneten Nick Lampson von der Demokratischen Partei durch, der ein Ergebnis von 45 Prozent erreichte. Bei den Kongresswahlen 2014 bis 2020 wurde er stets mit Ergebnisses zwischen 59,2 % (2018) und 61,9 % (2014 und 2016) wiedergewählt.
Die Primary (Vorwahl) seiner Partei für die Wahlen 2022 am 1. März gewann er mit 89,3 % klar. Er trat am 8. November 2022 gegen Mikal Williams von der Demokratischen Partei an und besiegte diesen mit 68,8 % der Stimmen deutlich. Dadurch war er im Repräsentantenhaus des 118. Kongresses vertreten. Bei der folgenden Vorwahl zur Kongresswahl 2024 hatten weder Randy Weber noch die Demokratin Rhonda Hart Herausforderer. Weber schlug Hart in der Wahl zum 119. Kongress mit 68,7 %. Seine aktuelle Legislaturperiode im Repräsentantenhaus des 119. Kongresses läuft noch bis zum 3. Januar 2027.

### Ausschüsse
Er ist aktuell Mitglied in folgenden Ausschüssen des Repräsentantenhauses:
- Committee on Energy and Commerce
  - Communications and Technology
  - Energy, Climate, and Grid Security
  - Environment, Manufacturing, and Critical Materials
- Committee on Science, Space, and Technology
  - Energy

Zuvor war er auch Mitglied im Committee on Foreign Affairs und im Committee on Transportation and Infrastructure. Außerdem ist er Mitglied der Republican Main Street Partnership und dem Republican Study Committee, sowie in 25 weiteren Caucuses.
Bis 2024 hatte er auch dem Freedom Caucus angehört. Im März 2024 entließ der Vorsitzende Bob Good Weber aus dem Zusammenschluss wegen zu geringer Anwesenheit in Sitzungen des Caucus. Randy Weber hatte dem Zusammenschluss fast zehn Jahre angehört und hatte zum Schluss Schritte des Freedom Caucus, wie die Abwahl von Kevin McCarthy als Sprecher des Repräsentantenhauses, abgelehnt.

### Kontroversen
Weber erregte mehrmals durch Mitteilungen via Twitter  Aufmerksamkeit. Im Januar 2014, twitterte er, während Präsident Obama die Ansprache zur Lage der Union hielt, und bezeichnete Obama in diesem Tweet als „Kommandant-In-Chef“ [sic] und „sozialistischen Diktator“. Nachdem sich das Weiße Haus dafür entschuldigt hatte, keinen höherrangigen Repräsentanten zur Gedenkveranstaltung nach Paris (als Folge des Anschlags auf die Redaktion des Satiremagazins Charlie Hebdo) geschickt zu haben, twitterte Weber, dass „sogar Adolph [sic] Hitler es für wichtiger hielt nach Paris zu kommen als Obama“. Weber entschuldigte sich für den letztgenannten Tweet, nicht aber für den im Zusammenhang mit der State of the Union address.